# Tagesthemen Extra
Tagesthemen Extra bezeichnet eine Sonderausgabe der Tagesthemen auf den Sendern Das Erste und tagesschau24.
Diese Sendung kann jederzeit das aktuelle Programm unterbrechen, wenn ein aktueller Anlass für diese Sendung besteht. Am häufigsten auftretende Gründe sind Krisensituationen wie Krieg und Terror, der Tod prominenter Persönlichkeiten, das Ende einer Geiselnahme oder wichtige politische Entscheidungen. Die Dauer einer Sendung bemisst sich am Ausmaß eines Ereignisses. Oft werden Live-Bilder mit Kommentaren ausgestrahlt oder es wird zu Reportern und Experten vor Ort geschaltet. Der Moderator ist nicht immer festgelegt. Die Tagesthemen Extra werden meistens in der ARD-aktuell-Sendezentrale in Hamburg produziert. Bei langfristigen Geschehnissen wie Wahlen kann der Platz der Moderation auch außerhalb des Fernsehstudios platziert werden. Bei Landtagswahlen gibt es seit 1994 immer sonntags um 21:45 Uhr eine Tagesthemen-Extra-Ausgabe.
Weiteren Sondersendungen der ARD sind Tagesschau Extra, der ARD-Brennpunkt sowie ARD Extra.